# Tall Man (album)
Tall Man è un album di raccolta del cantante statunitense Johnny Cash, pubblicato nel 1979.

## Tracce
1. Tall Man – 1:56 (Ken Darby)
2. Foolish Questions – 3:12 (Johnny Cash)
3. Pick a Bale of Cotton – 1:59 (Lead Belly, Alan Lomax)
4. I Tremble for You – 2:14 (Johnny Cash, Lew DeWitt)
5. Besser So, Jenny-Jo – 2:12 (Burgner, Kurt Hertha)
6. My Old Faded Rose – 2:53 (June Carter Cash, Johnny Cash)
7. Kleine Rosemarie – 1:57 (Karl Götz, Günter Loose)
8. Rodeo Hand – 2:26 (Peter La Farge)
9. The Sound of Laughter – 2:35 (Harlan Howard)
10. Hammers and Nails (con The Statler Brothers) – 2:38 (Lucille Groah)
11. Engine 143 – 3:35 (A.P. Carter)
12. On the Line – 2:22 (Trad.)